# Embaixada da Tunísia em Lisboa
A Embaixada da Tunísia em Lisboa é a principal missão diplomática da Tunísia em Portugal, situada na capital Lisboa.